# NGC 7057
NGC 7057 is een elliptisch sterrenstelsel in het sterrenbeeld Microscoop. Het hemelobject werd op 2 september 1836 ontdekt door de Britse astronoom John Herschel.

## Synoniemen
- ESO 287-17
- MCG -7-44-4
- AM 2121-424
- PGC 66708